# Municipio de Webster (Dakota del Norte)
El municipio de Webster (en inglés: Webster Township) es un municipio ubicado en el condado de Ramsey en el estado estadounidense de Dakota del Norte. En el año 2010 tenía una población de 67 habitantes y una densidad poblacional de 0,71 personas por km².

## Geografía
El municipio de Webster se encuentra ubicado en las coordenadas 48°19′38″N 98°52′33″O / 48.32722, -98.87583. Según la Oficina del Censo de los Estados Unidos, el municipio tiene una superficie total de 94.49 km², de la cual 93,41 km² corresponden a tierra firme y (1,14 %) 1,07 km² es agua.

## Demografía
Según el censo de 2010, había 67 personas residiendo en el municipio de Webster. La densidad de población era de 0,71 hab./km². De los 67 habitantes, el municipio de Webster estaba compuesto por el 97,01 % blancos, el 2,99 % eran amerindios. Del total de la población el 5,97 % eran hispanos o latinos de cualquier raza.